# Dovhivka, Sofiivka
Dovhivka (în ucraineană Довгівка) este un sat în comuna Marie-Dmîtrivka din raionul Sofiivka, regiunea Dnipropetrovsk, Ucraina.

## Demografie
Componența lingvistică a localității Dovhivka
     Ucraineană (95,21%)
     Rusă (4,79%)
Conform recensământului din 2001, majoritatea populației localității Dovhivka era vorbitoare de ucraineană (95,21%), existând în minoritate și vorbitori de rusă (4,79%).